# Milan Belić
Milan Belić (serbisch-kyrillisch Милан Белић; * 29. August 1977 in Odzaci, SFR Jugoslawien, heute Serbien) ist ein serbischer ehemaliger Fußballspieler und heutiger -trainer.